# Ragnar Oratmangoen
Ragnar Oratmangoen, né le 21 janvier 1998 à Oss aux Pays-Bas, est un footballeur international indonésien qui joue au poste d'ailier gauche au FCV Dender EH.

## Biographie

### En club
Né à Oss aux Pays-Bas, Ragnar Oratmangoen est notamment formé par le NEC Nimègue. En janvier 2018, il est prêté pour six mois à TOP Oss. Il est à nouveau prêté dans ce même club pour une saison supplémentaire en août 2018,.
Le 24 juillet 2019, il s'engage au SC Cambuur, où il signe un contrat de deux ans avec option pour une saison supplémentaire.
Il signe ensuite avec Go Ahead Eagles en mai 2021, club alors promu en Eredivisie.
Le 15 avril 2022, il signe un contrat de trois ans avec une option de deux ans avec le FC Groningue.
Il est prêté au Fortuna Sittard avec option d'achat le 1er septembre 2023.
Le 13 août 2024, il rejoint le FCV Dender EH pour deux ans,. Il fait ses débuts avec le club le 22 septembre 2024, contre le KRC Genk, lors d'une défaite 0-4. Le 26 octobre 2024, il inscrit son premier but en championnat pour Dender lors d'une défaite 2-5 à domicile contre le KV Malines.

### En sélection
Le 7 mars 2024, il est appelé en équipe d'Indonésie pour les éliminatoires de la Coupe du monde 2026 contre le Viêt Nam. Le 26 mars 2024, il marque pour ses débuts contre le Viêt Nam lors d'une victoire 3-0. Il reçoit le titre d'homme du match pour sa performance,.
Le 5 septembre 2024, il délivre une passe décisive à Sandy Walsh contre l'Arabie saoudite lors d'un match nul 1-1 au troisième tour des éliminatoires de la Coupe du monde. Le 10 octobre 2024, il marque contre Bahreïn, lors d'un match controversé qui se termine sur un score de 2-2.